# Mohammed Hassan (Bergträger)
Mohammed Hassan, auch Muhammad Hassan (* 1995 oder 1996; † 27. Juli 2023 am K2), war ein pakistanischer Träger im Hochgebirge. Er stürzte am K2 kurz vor dem Gipfel und starb im Laufe des Tages.

## Leben und Vorgeschichte
Hassan war verheiratet und hatte drei Kinder. Nach Aussage seiner Witwe wollte er mit der Arbeit als Träger auf Hochtouren zusätzlich Geld für seine Familie verdienen, insbesondere zur Versorgung seiner an Diabetes erkrankten Mutter und für die Schulbildung seiner Kinder.
Er arbeitete für den pakistanischen Veranstalter Lela Peak Expeditions und sollte im Juli 2023 die Expedition auf den K2 unterstützen. Er war weder auf dem Expeditionspermit des Veranstalters vermerkt, noch von diesem für den Fall von Verletzung und Tod versichert. Sein Arbeitgeber hatte Hassan nicht vorschriftsgemäß mit Ausrüstung versorgt und ausgestattet – sondern ihm 250.000 Rupien (umgerechnet 765 €, Stand Januar 2024) ausgehändigt, um sich selbst auszustatten. Eine ordnungsgemäße Ausstattung wäre mit diesem Betrag weder möglich gewesen, noch verfügte Hassan über ein Verständnis für die Bedeutung von Kleidung und Ausrüstung in großer Höhe. So war er bei minus 20 Grad Celsius ohne Daunenanzug, ohne Helm und ohne Handschuhe unterwegs und hatte auch keine Ausrüstung für zusätzlichen Sauerstoff.
Die Expedition auf den K2 im Juli 2023 war die erste Achttausender-Expedition von Hassan. Er hatte bis dahin nur als „Low Altitude Porter“ am K2 und am Spantik gearbeitet. Diese Bezeichnung bedeutet, dass er bis dahin nur Material zu den Basecamps befördert hatte, jedoch nicht weiter hinauf. Damit war er für die Höhe kurz vor dem Gipfel weder ausgebildet noch trainiert, noch hatte er Erfahrung in großen Höhen.
Da das Zeitfenster für eine Besteigung des K2 sehr klein war, waren an diesem Tag über 200 Menschen in verschiedenen Expeditionen unterwegs, um einen Gipfelversuch zu wagen. Daher kam es an der Engstelle immer wieder zu Staus; dies war insbesondere problematisch, da ein Wetterumsturz angekündigt war.

## Tod am K2
Hassan trug Seile für den nepalesischen Expeditionsveranstalter 8K Expeditions und sollte mit dessen Team die Route zum Gipfel mit Fixseilen sichern. In der Nacht zum 27. Juli 2023 um ca. 2:30 Uhr rutschte Hassan auf 8200 Höhenmeter erschöpft von den Strapazen des Aufstiegs fünf bis sieben Meter am sogenannten „Flaschenhals“ ab und brach sich vermutlich die Beine. Der "Flaschenhals" genannte Abschnitt ist eine sehr steile und gefährliche Traverse, der außerdem lawinengefährdet ist. Ein Aufenthalt in diesem Bereich ist gefährlich und die meisten Bergsteiger versuchen, diese Stelle möglichst schnell hinter sich zu bringen. Zwei der anwesenden Träger versuchten ihn heraufzuziehen – als sie dies nicht schafften, setzten sie ihre Arbeit fort. Eile war geboten, da ein Wetterumsturz angekündigt war. Hassan hing mehr als eine Stunde kopfüber im Seil. Bei dem Sturz war ihm die Jacke nach oben gerutscht und sein blanker Bauch war sichtbar. Damit war er unterkühlt und erheblichen Erfrierungen ausgesetzt.
Als Kristin Harila, ihr Seilpartner Tenjen Sherpa und ihr Kameramann Gabriel Tarso an der Stelle vorbeikamen, hörten sie ein Stöhnen. Tarso gelang es einen Flaschenzug zu bauen und mit zwei Helfern zog er Hassan in aufrechte Position nah an den Weg. Tarso versuchte ihn zu wärmen und teilte mit Hassan den Sauerstoff aus seiner Flasche, da Hassan ohne zusätzlichen Sauerstoff unterwegs war. Als Hassan keine Reaktionen mehr zeigte, habe Tarso die Hoffnung aufgegeben, ihm noch helfen zu können. Nach dem Abgang einer Lawine am Flaschenhals und dem Eintreffen weiterer Bergsteiger habe sich das Team zur Aufteilung entschieden: Harilas Kameramann sei mit einem weiteren Helfer bei Hassan geblieben, während Harila mit Tenjen Sherpa zum Gipfel aufstieg. Da der Aufstiegsweg auch der Abstieg war, war ein Abtransport von Hassan aufgrund der nachdrängenden Bergsteiger nicht möglich. Nach Einschätzung von anderen Bergsteigern war Hassan aufgrund der schlechten Ausrüstung und der damit einher gehenden Unterkühlung nicht mehr in der Lage selbst abzusteigen.
Dutzende von Bergsteigern seien während der Rettungsbemühungen vorbei gestiegen, ohne Hilfe zu leisten.
Die Situation und die Bergung Hassans wurde vom Kameramann Philip Flämig, der zusammen mit dem Bergsteiger Wilhelm Steindl für ServusTV vor Ort war, mit einer Drohne gefilmt. Die beiden waren zum Zeitpunkt des Unglücks weit unterhalb des Flaschenhalses und entschieden sich nach Lawinenabgängen zum Umkehren. Die Aufnahmen zeigen, dass Hassan vermutlich nach seiner Bergung lebte und nach Ansicht des österreichischen Teams hätte gerettet werden können, wenn anwesende Alpinisten anstatt weiterzusteigen, geholfen hätten. Dies wird vom Untersuchungsbericht und anderen Bergsteigern nicht bestätigt; zudem war das Filmteam auch weit von der Unglücksstelle entfernt. 
Der Arbeitgeber Hassans wollte offenbar keinen Lohn auszahlen, weil der Auftrag nicht erfüllt worden sei.

## Reaktionen auf den Unfall
Die nicht geleistete Hilfeleistung der anwesenden Menschen löste unter Bergsteigern und auch in den sozialen Medien Empörung aus. Reinhold Messner bezeichnete das Verhalten als „Beleg einer verkommenen Ethik im zunehmenden Tourismus auf den höchsten Bergen der Welt.“ Besonders Kristin Harila wurde vorgeworfen, ihr sei ihr Rekordversuch wichtiger gewesen als das Leben eines Menschen. Sie bestreitet das und sagt aus, dass sie in dieser Situation nichts mehr hätte tun können. Nach Bekanntwerden des Unfalls wurde Harila in den sozialen Medien und in der Tagespresse massiv angegriffen und beleidigt, obwohl Harila und ihr Team Hassan von der Absturzstelle hochgezogen hatten und versucht hatten ihn zu wärmen und mit Sauerstoff zu versorgen.

## Folgen des Unfalls
Aufgrund des Unfalls leitete die Regionalregierung der Provinz Gilgit-Baltistan eine Untersuchung ein. Diese hat Hassans Arbeitgeber Lela Peak Expedition die meiste Schuld zugewiesen: Der Veranstalter darf wegen Verstößen gegen die geltenden Bergsteigerregeln für zwei Jahre keine Expedition mehr anbieten.
Statt weiterer Schuldzuweisungen gibt die Untersuchungskommission konkrete Empfehlungen:
- High Altitude Porters dürfen nur noch an Achttausendern arbeiten, wenn sie schon mindestens einen Sechs- und einen Siebentausender bestiegen haben. Sie müssen außerdem ein Bergsteiger-Techniktraining nachweisen.
- Alle Kräfte müssen ausreichend versichert und ausreichend ausgerüstet werden.
- An den Achttausendern sollen gut ausgerüstete, hoch qualifizierte Rettungsteams vorgehalten werden, die in der Saison stets akklimatisiert und einsatzbereit sein sollen.
- Die Kommission empfiehlt, auch die aus dem Jahre 1999 stammenden Bergsteiger-Regelungen zu überarbeiten. Unter anderem sollten die Aufgaben der Verbindungsoffiziere, die den Expeditionen zugeteilt werden, präzisiert werden.

Wann diese Empfehlungen umgesetzt werden, ist Stand April 2024 noch nicht klar.
Der Untersuchungsbericht lieferte viele konkrete Daten und Informationen, trotzdem blieben einige Fragen offen. Zu den wichtigsten gehören die nach der Verantwortung des Expeditionsanbieters 8K Expeditions, der sich mit Lela Peak das Permit teilte, und warum nicht auf die unzulängliche Ausrüstung Hassans reagiert wurde, sowie die umfassendere Frage, ob es verantwortbar ist, wenn an einem Tag rund 200 Bergsteigerinnen und Bergsteiger in die extrem gefährliche Gipfelregion des K2 starten.